# Malek (film)
Pour les articles homonymes, voir Malek.
Pour plus de détails, voir Fiche technique et Distribution.
Malek est un film québécois réalisé par Guy Édoin sorti en 2019. Le film est une adaptation cinématographique du roman Le Cafard de Rawi Hage paru en 2008.

## Synopsis
À la suite d'une tentative de suicide, Malek raconte à une psychologue les événements qui, au cours de sa vie au Liban, l'ont amené à quitter son pays natal et qui perturbent toujours son existence. Entretemps, il s'éprend de Shoreh, une immigrante iranienne qui elle aussi à son histoire.

## Fiche technique
- Titre original : Malek
- Réalisation : Guy Édoin
- Scénario : Claude Lalonde, d'après le roman Le Cafard de Rawi Hage
- Musique : Olivier Alary
- Direction artistique : Frédéric Page
- Décors : Frédéric Devost
- Costumes : Julia Patkos
- Maquillage : Audrey Bitton
- Coiffure : André Duval
- Photographie : Michel La Veaux
- Son : Yann Cleary, Michel B. Bordeleau, Stéphane Bergeron
- Montage : Yvann Thibaudeau
- Production : Réal Chabot
- Société de production : Films du boulevard
- Sociétés de distribution : Christal Films, Les Films Séville
- Budget : 3 millions de dollars[1]
- Pays de production :  Canada
- Langue originale : français, arabe
- Format : couleur (Technicolor)
- Genre : drame
- Durée : 95 minutes
- Dates de sortie :
  - Canada : 9 janvier 2019 (première au Cinéplex Quartier Latin à Montréal)[2]
  - Canada : 18 janvier 2019 (sortie en salle au Québec)

## Distribution
- Tewfik Jallab : Malek
- Karine Vanasse : Geneviève, la psychologue
- Hiba Abouk : Shoreh Shérazil, la nouvelle flamme de Malek
- Manal Issa : Souad, la sœur de Malek
- Mohamad Almasri : Malek, 16 ans
- Wissam Farès : Tony, le mari de Souad
- Mani Soleymanlou : Reza, ami de Malek
- Mher Karakashian : patron de L'Étoile de Perse
- Léa Jaouich : Roshgane, la fille du patron
- Rabah Aït Ouyahia : Farhoud
- Belkacem Lahbairi : Shahid, tortionnaire iranien
- Serge Bédrossian : Majid, chauffeur de taxi
- Joseph Antaki : chef cuisinier de L'Étoile de Perse